# CH-46 시나이트

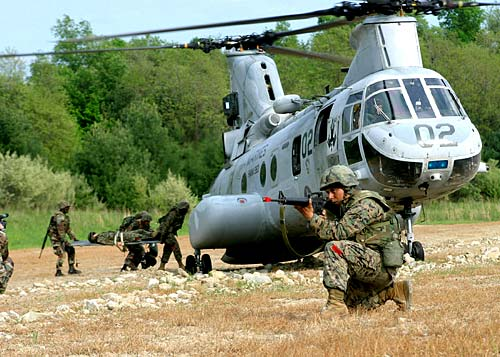
24 해병 원정단이 훈련에서 부상자를 CH-46 시나이트 헬기에 싣고 있다.

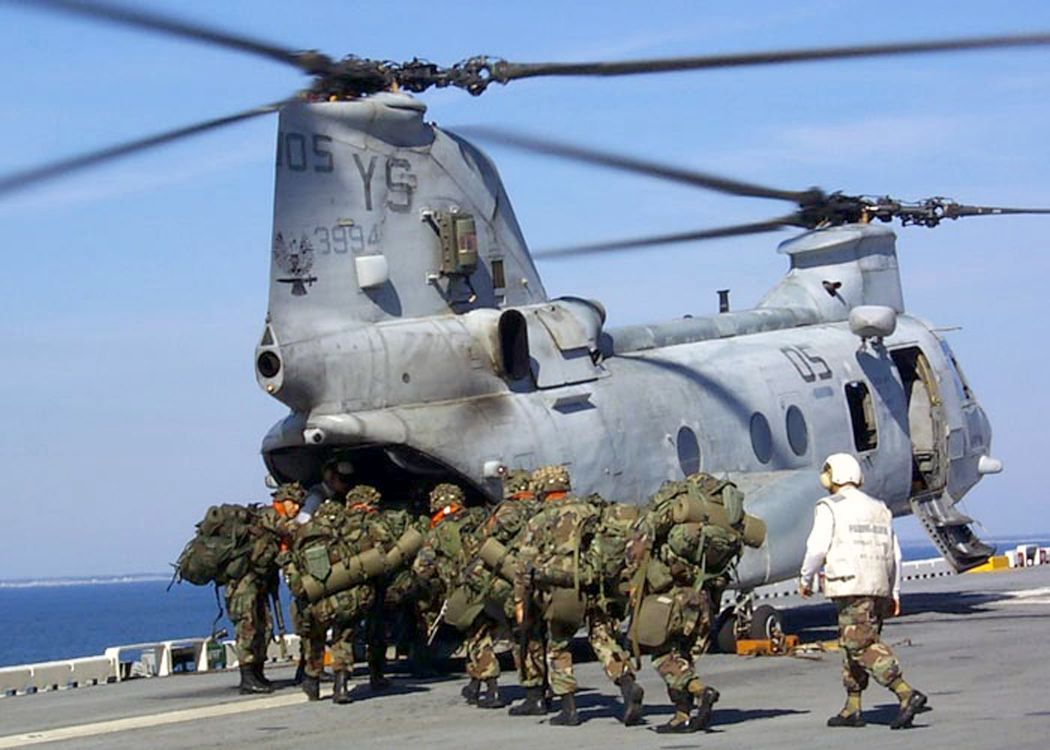
22 해병 원정단이 사이판함에서 CH-46 시나이트 헬기에 탑승하고 있다.

CH-46 시나이트는 미국 해병대에서 전천후, 주야간 전투물자 수송에 사용하는 중형 탠덤 로터 화물 수송 헬리콥터이다.
공격 지원(Assault Support)이 주요 임무이며 장비나 보급품 이동은 2차적 임무이다. 그외에 탐색 구조에도 사용한다.
미해병 CH-46 시나이트 헬기의 전투행동반경이 296 km인데 비해 미해병 MV-22 오스프리의 전투행동반경은 722 km이다. 현재 미군이 쓰고 있는 CH-46은 전부 V-22 오스프리로 대체되어가고 있다.

## 대한민국 기여
2012년, 미국 해병대 사령관이 현재 쓰고 있는 CH-46 20여대가 V-22로 대체됨에 따라서 상륙헬기가 없는 대한민국 해병대에게 공여하겠다는 말이 있다. 일각에선 사용된지 30년이 넘어가는 기체기 때문에 수리온을 도입할때까지 기다리자는 말과, 그전까지라도 대신해서 쓰자는 말이 나오고 있다. 그러나 미 국방부가 승인한 것이 아니기 때문에 현재 공여 받을지는 미지수이다. 동년 6월경 CH-46 20여대는 육군에 전략 배치되는 것으로 확정됐다.

## 사용국가

### 군사용
- 일본 - 120대

 사우디아라비아
 스웨덴
- 미국 -

### 민간용
캐나다
 미국

### 예전 사용국

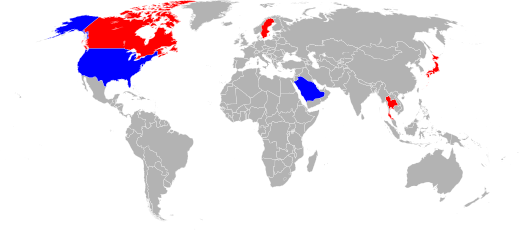
CH-46 시나이트의 군사용 사용국가들(밝은색=현재, 짙은색=예전)

- 캐나다
- 일본
- 스웨덴
- 태국
- 미국

## 제원 (CH-46E)
정보의 출처: Frawley, Donald
일반 특성
- 승무원: 5명: 조종사 2명, 기장 1명, 기관포 1명, 후미 기관포 1명
- 용량: ** 24명 보병 또는
  - 15 stretchers and two attendants 또는
  - 2270 kg (5,000 lb)
- 길이: 44 ft 10 동체길이 (13.66 m
- 동체 폭: 7 ft 3 in (2.2 m))
- 로터직경: 50 ft (15.24 m)
- 높이: 16 ft 9 in (5.09 m)
- 원판면적: 3,927 ft² (364.8 m²)
- 공허중량: 11,585 lb (5,255 kg)
- 탑재중량: 17,396 lb (7,891 kg)
- 최대이륙중량: 24,300 lb (11,000 kg)
- 엔진: 2× General Electric T58-GE-16 turboshafts, 1,870 shp (1,400 kW)  각각

성능
- 최대속도: 166 mph (144 knots, 267 km/h)
- 항속거리: 633 mi (550 nmi, 1,020 km)
- 최대항속거리: 690 mi (600 nmi, 1,110 km)
- 상승한도: 17,000 ft (5,180 m)
- 상승률: 1,715 ft/min (8.71 m/s)
- 원판하중: 4.43 lb/ft² (21.6 kg/m²)
- 출력대중량비: 0.215 hp/lb (354 W/kg)

무장
- 기관포: Two door-mounted GAU-15/A
.50 BMG (12.7×99 mm) 기관포 (옵션)
one ramp-mounted M240D 7.62×51 mm 기관포 (옵션)

## 같이 보기
- CH-47 치누크

## 참고 자료
- Donald, David ed. "Boeing Vertol Model 107 (H-46 Sea Knight)", The Complete Encyclopedia of World Aircraft. Barnes & Nobel Books, 1997. ISBN 0-7607-0592-5.